# Butchered at Birth
A Butchered at Birth az amerikai Cannibal Corpse második nagylemeze. Zeneileg jelentős előrelépés tapasztalható, Chris Barnes is mélyebb hangszínen szólalt meg. A borító és a szövegek miatt most is volt felháborodás, például Kanadában csak 18 éven felülieknek engedélyezték a lemez megvásárlását.

## Számlista
A dalok szövegét Chris Barnes írta.
1. "Meat Hook Sodomy" – 5:47
2. "Gutted" – 3:15
3. "Living Dissection" – 3:59
4. "Under the Rotted Flesh" – 5:04
5. "Covered with Sores" – 3:15
6. "Vomit the Soul" – 4:29 (közreműködik Glen Benton a Deicide-ból)
7. "Butchered at Birth" – 2:44
8. "Rancid Amputation" – 3:16
9. "Innards Decay" – 4:38

2002-es újrakiadás bónusza
1. "Covered with Sores" (koncertfelvétel) – 3:59

## Zenészek
- Chris Barnes - ének
- Jack Owen - gitár
- Bob Rusay - gitár
- Alex Webster – basszusgitár
- Paul Mazurkiewicz – dob

## Fordítás
Ez a szócikk részben vagy egészben  a   Butchered at Birth című angol Wikipédia-szócikk fordításán alapul.  Az eredeti cikk szerkesztőit annak laptörténete sorolja fel. Ez a jelzés csupán a megfogalmazás eredetét és a szerzői jogokat jelzi, nem szolgál a cikkben szereplő információk forrásmegjelöléseként.

## Külső hivatkozások
- Cannibal Corpse hivatalos honlapja